# Oskard

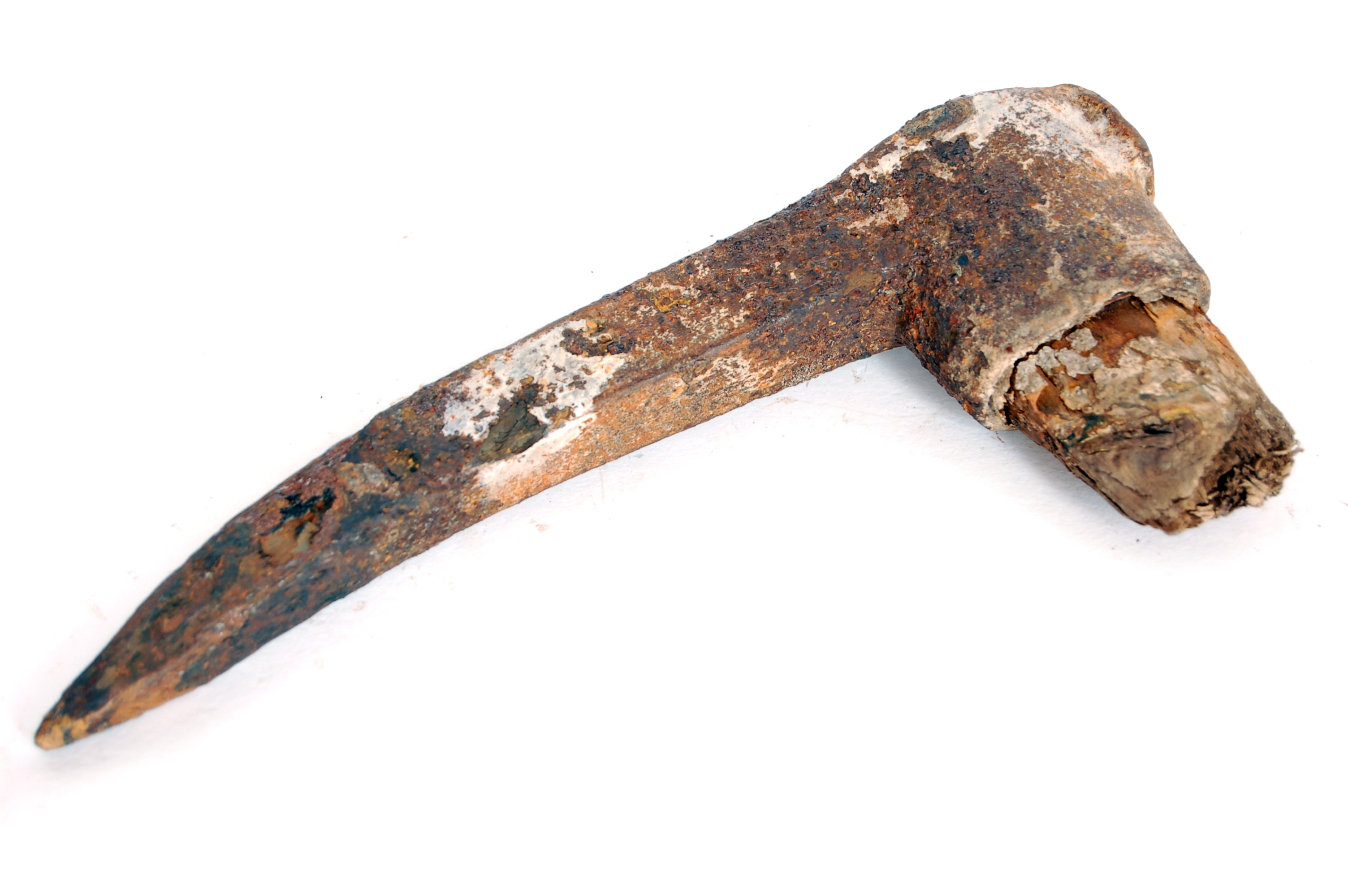
Stary oskard górniczy (odłamane stylisko) z połowy XX wieku. Kopalnia złota Złoty Stok

Porównanie narzędzi – od lewej:
młotek, nadziak, oskard i kilof

Herb szlachecki Nechay zawierający oskard

Oskard – narzędzie składające się z obucha w kształcie pojedynczego ostrza (żeleźca), oraz styliska, na którego końcu ten obuch jest osadzony. Wykorzystywane najczęściej do robót ziemnych i odłupywania skał (np. w górnictwie albo budownictwie). To żeleźce, czyli głowica robocza oskarda, współcześnie zazwyczaj stalowe, waży kilka kilogramów, a stylisko ma długość około jednego metra. W oskardzie płaszczyzna ostrza nie jest równoległa do styliska (jak w siekierze), tylko prostopadła. 
Wyraz zapożyczony z języka czeskiego – oškrd (pisownia z początku XX wieku, dziś występuje w technicznych tekstach przeważnie pisownia oškrt) – oznaczał „młotek do ostrzenia kamienia młyńskiego”), istniał także w staro-cerkiewno-słowiańskim (oskrъdъ) i w podobnej formie występuje nadal w rosyjskim (оскорд) i słoweńskim (oskȓd).
Inne podobne narzędzia:
- od kilofa (którego żeleźce z jednej strony jest spłaszczone, a z drugiej zaostrzone w szpic) oskard różni się tym, że ma nie dwie, tylko jedną – spłaszczoną – krawędź roboczą[2], dzięki czemu jest lżejszy i mniejszy, łatwiej też jest operować oskardem niż kilofem np. w ciasnych podziemnych chodnikach;
- od ciesielskiego topora odróżnia oskard większa długość żeleźca, ponadto do robót ziemnych nie musi być ono – tak jak do robót ciesielskich – dokładnie zaostrzone;
- od używanych w ogrodnictwie i rolnictwie motyki i gracy oskard różni się tym, że jest od nich solidniej wykonany i cięższy, dzięki czemu nadaje się do robót wymagających większych sił oddziaływania na obrabiane podłoże;
- od młotka budowlanego różni się większymi odeń rozmiarami i tym, że w żeleźcu brak części obuchowej, przeznaczonej do wbijania haków, klinów itp.

Różne warianty narzędzi podobnych do oskarda wykorzystywane bywały w przeszłości także jako broń obuchowa.